# 豪斯鲁克山麓圣马林基兴
豪斯鲁克山麓圣马林基兴是奥地利上奥地利州因克赖斯地区里德县的一个市镇。总面积11平方公里，总人口771人，人口密度70.1人/平方公里（2005年）。